# Liste der denkmalgeschützten Objekte in Kowary
Grundlage dieser Liste der denkmalgeschützten Objekte in Kowary (Powiat Jeleniogórski) in der Woiwodschaft Niederschlesien sind die Listen des Narodowy Instytut Dziedzictwa (NID, deutsch Nationales Institut für Kulturerbe), siehe unter NID-Listen der Woiwodschaften unter "Wykaz zabytków nieruchomych wpisanych do rejestru zabytków" - Liste der unbeweglichen Denkmäler, eingetragen im Register der Denkmäler. 
Die folgenden Angaben ersetzen nicht die rechtsverbindliche Auskunft der Denkmalbehörde.

## Legende
- Lage: Angabe von Ort, Straßenname und Hausnummer des Kulturdenkmals. Der Link Standort führt zu verschiedenen Kartendarstellungen und nennt die Koordinaten des Kulturdenkmals.
- Objekt: Name, Bezeichnung oder die Art des Kulturdenkmals.
- Beschreibung: gibt die baulichen und geschichtlichen Einzelheiten des Kulturdenkmals an, vorzugsweise die Denkmaleigenschaften.
- NID-Nr.: Registriernummer des Kulturdenkmals entsprechend den Listen des Narodowy Instytut Dziedzictwa (NID, deutsch Nationalinstitut für Kulturerbe). Sie identifiziert das Kulturdenkmal eindeutig.
- Bild: zeigt ein Bild des Kulturdenkmals und gegebenenfalls einen Link zu weiteren Fotos des Kulturdenkmals im Medienarchiv Wikimedia Commons.

## Denkmalgeschützte Objekte in der StadtKowary
Die denkmalgeschützten Objekte werden entsprechend der polnischen Denkmalliste nach den Stadtteilen aufgelistet.
| Lage                                             | Objekt                                        | Beschreibung | NID-Nr.      | Bild                                         |
| ------------------------------------------------ | --------------------------------------------- | --- | ------------ | -------------------------------------------- |
| Kowary (Standort)                                | Stadt Kowary (Schmiedeberg im Riesengebirge)  | Stadtbild Kowary | A/1808/365   | Stadt Kowary (Schmiedeberg im Riesengebirge) |
| Kowary, pl. Franciszkański (Standort)            | Kirche Mariä Namen am Franziskanerplatz       | röm.-kath. Pfarrkirche Mariä Namen (2. Hälfte 15. Jh., Mitte 16. Jh., 18. Jh.) mit Grufthäusern auf dem Friedhof | 135          | weitere Bilder                               |
| Kowary, pl. Franciszkański 1 (Standort)          | Pfarrhaus der Kirche Mariä Namen              | Pfarrhaus der Kirche Mariä Namen (1779) | A/5511/1/1   | weitere Bilder                               |
| Kowary, ul. Kowalska (Standort)                  | Kapelle St. Anna                              | Votivkapelle St. Anna (1727) | 1311/J       | weitere Bilder                               |
| Kowary, ul. 1 Maja 1a (Standort)                 | Rathaus                                       | Rathaus Kowary mit Vorhalle und Ratssaal (1789, 19./20. Jh.), erbaut von Christian Schultz unter Beteiligung von Carl Gotthard Langhans                                                                                         | 9/A          | weitere Bilder                               |
| Kowary, ul. Borusiaka (Standort)                 | Altan, genannt Offizierspavillon              | Altan, genannt Offizierspavillon (Ende 18. Jh.) | 880/J        | weitere Bilder                               |
| Kowary, ul. Jeleniogórska 10 (Standort)          | Wohn- und Geschäftshaus                       | Wohn- und Geschäftshaus (19./20. Jh.) | 1130/J       | weitere Bilder                               |
| Kowary, ul. Jeleniogórska 12 (Standort)          | Herrenhaus                                    | Herrenhaus (19. Jh.) | A/5517/4/1   | weitere Bilder                               |
| Kowary, ul. Jeleniogórska 14/16 (Standort)       | Krankenhaus                                   | Krankenhaus (1907) – Gesamtanlage mit - Verwaltungsgebäude (1907) - Wohnhaus (1907) - Wohnhaus „Szarotka“ (1907) - Krankenhausgebäude (1907) - Werkstatt und Kesselhaus (1907) - Lagerhaus (1907) - Wandelhalle und Park (1907) | 910/J        | Krankenhaus                                  |
| Kowary, ul. Jeleniogórska 30 (Standort)          | Haus                                          | Haus (4. Viertel 19. Jh.) | 1219/J       | BW                                           |
| Kowary, ul. Jeleniogórska 32 (Standort)          | Wohnhaus                                      | Wohnhaus (nicht mehr in der NID-Liste enthalten) | 1184/J       | Wohnhaus                                     |
| Kowary, ul. Kowalska 2 (Standort)                | Wohn- und Geschäftshaus                       | Wohn- und Geschäftshaus, (Mitte 18. Jh., 20. Jh.) | 1141/J       | weitere Bilder                               |
| Kowary, ul. Łomnicka 19 (Standort)               | Haus                                          | Haus (1788, 19./20. Jh.) | 1291/J       | BW                                           |
| Kowary, ul. 1 Maja 6 (Standort)                  | Haus                                          | Haus (2. Hälfte 18. Jh., 19./20. Jh.) | 856/J        | weitere Bilder                               |
| Kowary, ul. 1 Maja 7 (Standort)                  | Haus                                          | Haus (1900) | 1296/J       | weitere Bilder                               |
| Kowary, ul. 1 Maja 8 (Standort)                  | Haus                                          | Haus (um 1800) | 1275/J       | weitere Bilder                               |
| Kowary, ul. 1 Maja 9 (Standort)                  | Mietshaus                                     | Mietshaus, (Ende 18. Jh., 2. Hälfte 19. Jh.) | 478/A/05     | weitere Bilder                               |
| Kowary, ul. 1 Maja 10 (Standort)                 | Haus                                          | Haus (Ende 18. Jh., 19. Jh.) | 1134/J       | weitere Bilder                               |
| Kowary, ul. 1 Maja 11 (Standort)                 | Mühle mit Bäckerei, jetzt Wohnhaus            | Mühle mit Bäckerei, jetzt Wohnhaus (1. Hälfte 18. Jh., 19. Jh.) | 1258/J       | weitere Bilder                               |
| Kowary, ul. 1 Maja 12/14 (Standort)              | Wohn- und Geschäftshaus                       | Wohn- und Geschäftshaus (18., 19. und 20. Jh.) | 1124/J       | weitere Bilder                               |
| Kowary, ul. 1 Maja 15 (Standort)                 | Mietshaus                                     | Mietshaus (1772) | 479/A/05     | weitere Bilder                               |
| Kowary, ul. 1 Maja 16 (Standort)                 | Haus                                          | Haus (3. Viertel 18. Jh.) | 1309/J       | weitere Bilder                               |
| Kowary, ul. 1 Maja 17 (Standort)                 | Haus                                          | Haus (Ende 18. Jh.) | 1040/J       | weitere Bilder                               |
| Kowary, ul. 1 Maja 18 (Standort)                 | Haus                                          | Haus (2. Hälfte 18. Jh., 19. Jh.) | 1165/J       | weitere Bilder                               |
| Kowary, ul. 1 Maja 19 (Standort)                 | Haus                                          | Haus (2. Viertel 18. Jh.) | 1062/J       | weitere Bilder                               |
| Kowary, ul. 1 Maja 20 (Standort)                 | Haus                                          | Haus (Mitte 18. Jh., 19. Jh.) | 1116/J       | weitere Bilder                               |
| Kowary, ul. 1 Maja 21 (Standort)                 | Haus                                          | Haus (1800) | 1323/J       | weitere Bilder                               |
| Kowary, ul. 1 Maja 22 (Standort)                 | Haus                                          | Haus (19. Jh.) | A/6055       | BW                                           |
| Kowary, ul. 1 Maja 23 (Standort)                 | Haus                                          | Haus (18. Jh., 1. Hälfte 19. Jh.) | 1183/J       | weitere Bilder                               |
| Kowary, ul. 1 Maja 25 (Standort)                 | Haus                                          | Haus (18. Jh., 1. Hälfte 19. Jh.) | 1193/J       | weitere Bilder                               |
| Kowary, ul. 1 Maja 28 (Standort)                 | Haus                                          | Haus (17. und 20. Jh.) | 3/A/99       | weitere Bilder                               |
| Kowary, ul. 1 Maja 34 (Standort)                 | Haus                                          | Haus (2. Hälfte 18. Jh.) | 1079/J       | weitere Bilder                               |
| Kowary, ul. 1 Maja 35 (Standort)                 | Haus                                          | Haus (18., 19. und 20. Jh.) | 1335/J       | weitere Bilder                               |
| Kowary, ul. 1 Maja 37 (Standort)                 | Haus                                          | Haus (1800) | 1322/J       | weitere Bilder                               |
| Kowary, ul. 1 Maja 38 (Standort)                 | Haus                                          | Haus (18. Jh., Ende 19. Jh.) | 1251/J       | weitere Bilder                               |
| Kowary, ul. 1 Maja 40a (Standort)                | Haus                                          | Haus (17. Jh. und 19. Jh.) | 813/J        | BW                                           |
| Kowary, ul. 1 Maja 44 (Standort)                 | Haus                                          | Haus (Anfang 19. Jh.) | 1063/J       | weitere Bilder                               |
| Kowary, ul. 1 Maja 48 (Standort)                 | Haus                                          | Haus (1800, Ende 19. Jh.) | 1289/J       | weitere Bilder                               |
| Kowary, ul. 1 Maja 50 (Standort)                 | Wohn- und Geschäftshaus                       | Wohn- und Geschäftshaus, (Ende 18. Jh., 2. Hälfte 19. Jh.) | 1126/J       | weitere Bilder                               |
| Kowary, ul. 1 Maja 53 (Standort)                 | Wohn- und Geschäftshaus                       | Wohn- und Geschäftshaus (um 1880) | 1125/J       | weitere Bilder                               |
| Kowary, ul. 1 Maja 54 (Standort)                 | Haus                                          | Haus (Mitte 18. Jh. und 20. Jh.) | 1064/J       | weitere Bilder                               |
| Kowary, ul. 1 Maja 70 (Standort)                 | Haus                                          | Haus (18./19. Jh.) und Nebengebäude (1241/J) | 1202/J       | weitere Bilder                               |
| Kowary, ul. 1 Maja 70a (Standort)                | Nebengebäude                                  | Nebengebäude (4. Viertel 19. Jh.), gehört zu Nr. 1202/J | 1241/J       | weitere Bilder                               |
| Kowary, ul. 1 Maja 72 (Standort)                 | Villa                                         | Villa, jetzt Schule (Mitte 19. Jh.) | 1336/J       | weitere Bilder                               |
| Kowary, ul. 1 Maja 77 (Standort)                 | Haus                                          | Haus (2. Hälfte 18. Jh.) | 1341/J       | weitere Bilder                               |
| Kowary, ul. 1 Maja 82 (Standort)                 | Haus                                          | Haus (18. Jh., 2. Hälfte 19. Jh.) | 1137/J       | weitere Bilder                               |
| Kowary, ul. 1 Maja 96 (Standort)                 | Haus                                          | Haus (Ende 18. Jh.) | 1252/J       | weitere Bilder                               |
| Kowary, ul. Ogrodowa 21 (Standort)               | Stadtvilla, jetzt Hotel „Smyrna“              | Fabrikantenvilla der Teppichfabrik, jetzt Hotel „Smyrna“ (18./19. Jh.) | A/5370/516/J | weitere Bilder                               |
| Kowary, ul. Ogrodowa 30 (Standort)               | Weberhaus, jetzt Mietshaus                    | Weberhaus, jetzt Mietshaus (1748) | A/5380/500/J | weitere Bilder                               |
| Kowary, ul. Ogrodowa 49 (Standort)               | Weberhaus, jetzt Mietshaus                    | Weberhaus, jetzt Mietshaus (Ende 18. Jh.) | A/5369/517/J | weitere Bilder                               |
| Kowary, ul. Pocztowa 1 (Standort)                | Haus                                          | Haus (18./20. Jh.) | 1131/J       | Haus                                         |
| Kowary, ul. Pocztowa 5 (Standort)                | Gasthof und Hotel, jetzt Wohnhaus             | Gasthof und Hotel, jetzt Wohnhaus (4. Viertel 18. Jh.) | 1304/J       | Gasthof und Hotel, jetzt Wohnhaus            |
| Kowary, ul. Pocztowa 12 (Standort)               | Haus                                          | Haus (Ende 19. Jh.) | 1138/J       | Haus                                         |
| Kowary, ul. Staszica / Jagiellońska (Standort)   | Sachgesamtheit Evangelische Schule            | Ehem. evang. Schule, jetzt Grundschule Nr. 1 (Ende 18. Jh., 20. Jh.) | 1073/J       | weitere Bilder                               |
| Kowary, ul. Staszica 16 (Standort)               | Schule                                        | Schule (1778, 19./20. Jh.), gehört zu Nr. 1073/J |              | weitere Bilder                               |
| Kowary, ul. Jagiellońska (Standort)              | Schule                                        | Schule (1794, 19./20. Jh.), gehört zu Nr. 1073/J |              | weitere Bilder                               |
| Kowary, ul. Waryńskiego 2 (Standort)             | Pfarrhaus, jetzt Wohnhaus                     | ehem. evangelisches Pfarrhaus, jetzt Wohnhaus (1753) | 1265/J       | weitere Bilder                               |
| Kowary, ul. Waryńskiego 40 (Standort)            | Herrenhaus, jetzt Wohnhaus                    | Herrenhaus, jetzt Wohnhaus (2. Hälfte 18. Jh., 19./20. Jh.) | 1155/J       | weitere Bilder                               |
| Kowary, ul. Wiejska 1 (Standort)                 | Gasthaus, jetzt Wohnhaus                      | Gasthaus (Karczma), jetzt Wohnhaus (Ende 19. Jh.) | 1145/J       | weitere Bilder                               |
| Kowary, ul. Borusiaka (Standort)                 | Wasserturm                                    | Wasserturm der Eisenbahn (1905) | 1287/J       | weitere Bilder                               |
| Kowary-Ciszyca, ul. Jeleniogórska 38 (Standort)  | Sachgesamtheit Schloss Ruhberg (Ciszyca)      | Schloss Ruhberg im OT Ciszyca (Ruhberg) (Anfang 19. Jh.) | 652/J        | Sachgesamtheit Schloss Ruhberg (Ciszyca)     |
| Kowary-Ciszyca, ul. Jeleniogórska 38 (Standort)  | Schloss Ruhberg                               | Schloss Ruhberg (Anfang 19. Jh.) | 652/J        | weitere Bilder                               |
| Kowary-Ciszyca, ul. Jeleniogórska 38 (Standort)  | Park                                          | Park (Anfang 19. Jh.), gehört zu Nr. 652/J | A/5367/537/J | weitere Bilder                               |
| Kowary-Ciszyca, ul. Jeleniogórska 38 (Standort)  | künstliche Grotte                             | künstliche Grotte (Anfang 19. Jh.), gehört zu Nr. 652/J | ohne         | BW                                           |
| Kowary-Ciszyca, ul. Jeleniogórska 38 (Standort)  | Aussichtsturm                                 | Aussichtsturm im Schlosspark, gehört zu Nr. 652/J | ohne         | weitere Bilder                               |
| Kowary-Radociny, ul. Zamkowa 1 (Standort)        | Sachgesamtheit Schloss „Neuhof“               | Zamek Nowy Dwór (Schloss „Neuhof“) (16. und 20. Jh.) | A/5509/256   | Sachgesamtheit Schloss „Neuhof“              |
| Kowary-Radociny, ul. Zamkowa 1 (Standort)        | Schloss „Neuhof“                              | Zamek Nowy Dwór, ehem. Schloss „Neuhof“ der Fürsten von Reuß-Köstritz in Neuhof (16. Jh., 1861, 1913) | A/5509/256   | Schloss „Neuhof“                             |
| Kowary-Radociny, ul. Zamkowa 1 (Standort)        | Park                                          | Park mit Reuss-Familiengruft (2. Hälfte 19. Jh.), gehört zu Nr. A/5509/256 | A/5375/505/J | Park                                         |
| Kowary-Wojków, ul. Sanatoryjna 1 (Standort)      | Sachgesamtheit Villa                          | Villa (1870–1890) | 415/1-2/A/04 | weitere Bilder                               |
| Kowary-Wojków, ul. Sanatoryjna 1 (Standort)      | Villa                                         | Villa (1870–1890), gehört zu Nr. 415/1-2/A/04 |              | Villa                                        |
| Kowary-Wojków, ul. Sanatoryjna 1 (Standort)      | Park                                          | Park, gehört zu Nr. 415/1-2/A/04 |              | BW                                           |
| Kowary-Wojków, ul. Sanatoryjna 9, 9a (Standort)  | Zwei Häuser mit Verbindungsbau                | Zwei Häuser mit Verbindungsbau (1900–1904) | 1168/J       | weitere Bilder                               |
| Kowary-Wojków, ul. Sanatoryjna 13 (Standort)     | Haus                                          | Haus (1910–1917) | 1148/J       | Haus                                         |
| Kowary-Wojków, ul. Sanatoryjna 15, 27 (Standort) | Sachgesamtheit Sanatorium Bukowiec (Buchwald) | Sanatorium Bukowiec (Buchwald) im OT Wojków (Hohenwiese) – Gesamtanlage (1. Viertel 20. Jh.) | 1051/J       | weitere Bilder                               |
| Kowary-Wojków, ul. Sanatoryjna 27 (Standort)     | Sanatorium Hohenwiese                         | Sanatorium Wysoka Łąka (Hohenwiese) im OT Hohenwiese (1902–1904), Architekt: Karl Grosser (* 3. November 1850 in Schmiedeberg (Schlesien); † 10. Dezember 1918 in Breslau), gehört zu Nr. 1051/J                                |              | weitere Bilder                               |
| Kowary-Wojków, ul. Sanatoryjna 15 (Standort)     | Sanatorium Buchwald                           | Sanatorium Bukowiec (1920), gehört zu Nr. 1051/J |              | weitere Bilder                               |
| Kowary-Wojków, ul. Sanatoryjna 15, 27 (Standort) | Park                                          | Park (1920), gehört zu Nr. 1051/J |              | Park                                         |
| Kowary-Wojków, ul. Sanatoryjna 17 (Standort)     | Villa                                         | Villa (1902) | A/821        | weitere Bilder                               |
| Kowary-Wojków, ul. Sanatoryjna 19 (Standort)     | Villa                                         | Villa (1902) | 1319/J       | weitere Bilder                               |
| Kowary-Wojków, ul. Sanatoryjna 29 (Standort)     | Wohn- und Wirtschaftsgebäude                  | Wohn- und Wirtschaftsgebäude | A/5994       | BW                                           |
| Kowary-Wojków, ul. Wojska Polskiego 2 (Standort) | Haus                                          | Haus (Ende 19. Jh.) | 1346/J       | weitere Bilder                               |